# Rafale descendante
Pour les articles homonymes, voir Rafale.
Ne doit pas être confondu avec Tornade.

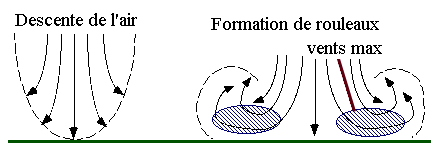
Étalement de la goutte froide donnant les rafales descendantes

Une rafale descendante est un courant aérien descendant intense sous un orage, dont l'écrasement en surface produit des vents violents, divergents et turbulents. Il est formé par la descente des précipitations et d'air plus froid et sec qui s'infiltre dans le cumulonimbus ce qui donne une goutte froide s'étendant en éventail sous le nuage en arrivant au sol. Les rafales descendantes peuvent se produire sous des orages individuels ou avec des cellules particulières dans une ligne orageuse. Les dommages vont donc s'étendre sur des corridors plus ou moins larges, on parle ainsi de micro et de macro-rafales. Certaines rafales descendantes particulièrement violentes seraient responsables du phénomène météorologique tant redouté par de nombreux navigateurs et appelé « grain blanc ».

## Origine
La structure de l'air dans un environnement orageux est chaude et humide à bas niveau mais sèche et froide à haut niveau. Lorsqu'une parcelle d'air devient plus chaude que cet environnement à un niveau donné, elle est poussée vers le haut. La condensation forme un cumulonimbus dans lequel des précipitations se développent. 
Finalement le cœur de pluie devient trop pesant pour être soutenu par le courant ascendant qui crée le nuage. Il se met alors à descendre. On voit sur l'image le cycle de vie d'un orage et les flèches montrent la direction du mouvement de l'air. Dans un orage ordinaire, cela donne un front de rafales plus ou moins fortes. Cependant, dans un orage où les précipitations sont très intenses et l'instabilité (Énergie potentielle de convection disponible) importante, la rafale descendante devient extrême.
Il s'agit en quelque sorte d'un effondrement soudain des couches supérieures de l'atmosphère, une véritable avalanche d'air qui entraîne de violentes turbulences atmosphériques, de la force d'un puissant ouragan, et qui dure de quelques secondes à plusieurs dizaines de minutes. C'est ce vent rabattant d'une extrême violence que l'on appelle rafale descendante.

## Vue au radar météorologique

### Prédicteur
Une formule expérimentale fut développée par S. Stewart du National Weather Service pour estimer la vitesse des rafales (à laquelle peut s'ajouter la vitesse de translation de l'orage) en utilisant la masse de la colonne de précipitations (VIL en mm) sur les affichages d'un radar météorologique et la hauteur du sommet du nuage (en mètres) :

### Observation
Du côté de la détection, il faut utiliser les données de vents radiaux. Ainsi, à mi-hauteur de l'orage, l'observateur peut noter une convergence qui peut indiquer le développement d'une rafale descendante. Cela sera suivi par des zones de vents divergents près de la surface, indiquant qu'une rafale descendante atteint le sol comme dans l'image ci-contre. Cependant, plus l'orage est loin du radar, plus cette signature est difficile à repérer car la résolution horizontale et azimutale des données diminue.

## Types

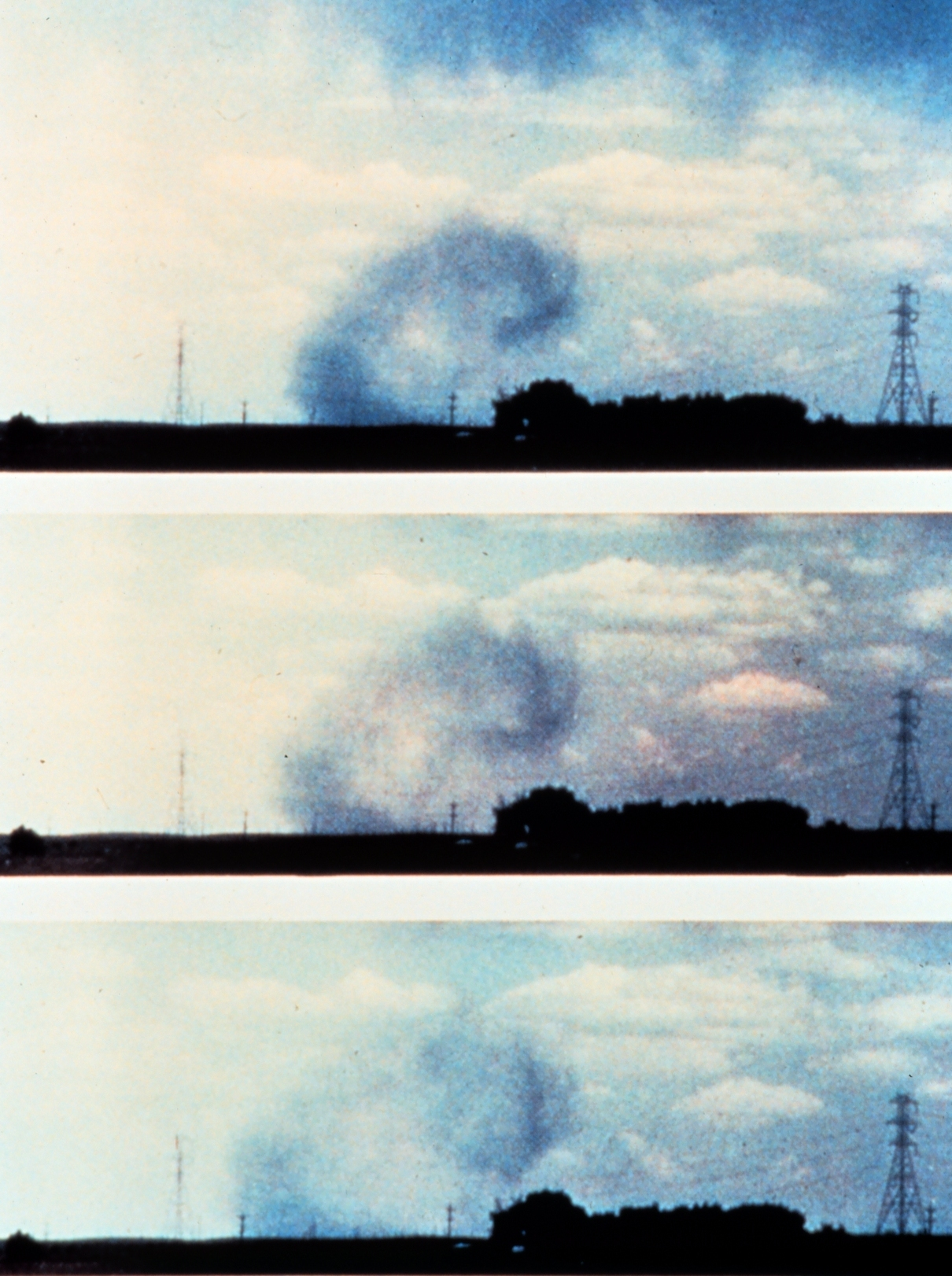
Les effets d'une micro-rafale sèche (Source NOAA)

Il existe deux types de rafales violentes classées selon l'environnement de l'orage :
- une rafale descendante humide se produit quand l'air est humide dans toute la couche, entre le sol et les niveaux moyens de l'atmosphère, où la descente se produit. De plus, l'air des hauts niveaux, qui peut entrer dans l'orage, est plus froid que celui-ci. Il est donc en équilibre négatif (poussée d'Archimède) et va lui aussi descendre. Le vent ainsi rabattu s'accompagne alors de pluie ;
- une rafale descendante sèche se produit dans un environnement très sec dans les bas niveaux sous l'orage. Les précipitations descendantes s'évaporent alors avant d'atteindre le sol. La parcelle d'air qui contenait ces précipitations est alors plus froide que l'environnement, par perte de chaleur due à l'évaporation, et accélère vers le bas. Il y a donc rafale sans pluie. Dans certains cas extrêmes, cette rafale descendante sèche peut provoquer un coup de chaleur.

### Dimensions
Le cœur de précipitations et d'air froid qui descend du cumulonimbus peut avoir une dimension latérale plus ou moins grande. Une fois rendu au sol, l'air s'éparpillera donc en éventail sur une plus ou moins large entendue. On classe donc également les rafales descendantes en :
- macro-rafales lorsque le  corridor de dommages a plus de 4 km de large ;
- micro-rafales lorsqu'il est de moins de 4 km.

Les macro-rafales durent de 5 à 30 minutes alors que les micro-rafales durent moins de 5 minutes. Les termes de micro et macrochasses d'air descendantes sont parfois utilisés en Europe.

## Dommages

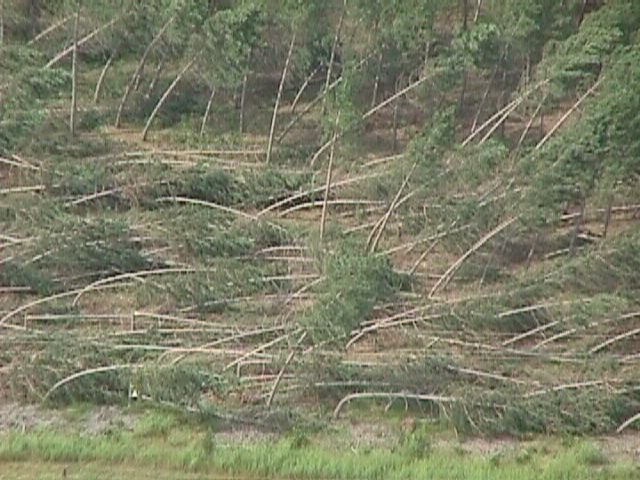
Dommages causés par une rafale descendante : tous les arbres sont soufflés dans la même direction (Source NOAA)

On confond souvent les rafales descendantes et les tornades en raison de l’ampleur des dommages qu’elles engendrent. De plus, les deux peuvent étaler ces dommages le long d'un corridor. Les caractéristiques d’une rafale descendante diffèrent cependant de celles d’une tornade, : 
- une tornade est formée par de l'air en rotation et en ascension. Il y aura donc des signes de rotation dans la zone de dégâts comme des arbres tordus. Les débris se retrouveront également dans des directions diverses dans et en bordure du corridor, selon le flanc du tourbillon qui les a fauchés. Les arbres ou structures seront souvent sectionnés à quelques mètres du sol dans le corridor de dommages ;

- une rafale descendante se caractérise par le fait que de l’air, qui n’est pas en rotation, se précipite vers la surface de la terre jusqu'à plus de 200 kilomètres à l’heure. Les vents qui accompagnent ce phénomène touchent une région limitée et ne durent que quelques minutes à peine. Les objets seront donc tous soufflés dans la même direction, celle où se dirige la rafale. Quand les vents soufflent à une vitesse de 70 à 90 km/h, ce sont les recouvrements de toits et les branches qui sont endommagés. Avec des rafales à plus de 90 km/h, on voit des arbres déracinés, de petits bateaux et petits avions retournés, les conducteurs perdent la maîtrise de leur véhicule sur les routes dégagées et les structures subissent des dommages importants. Dans le cas de micro-rafales, elles peuvent être assez vigoureuses pour causer des dommages aux structures.

## Dangers pour l'aviation

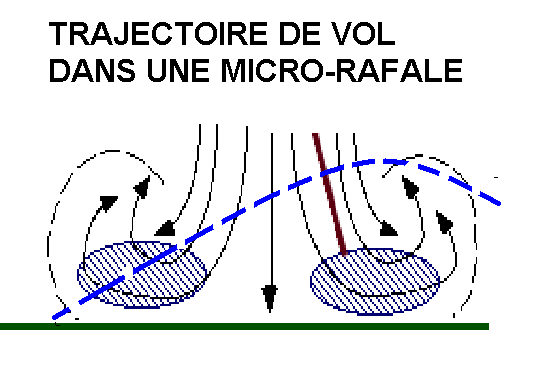
Trajectoire d'un avion en descente depuis la droite (ligne pointillée bleue) dans un cas de micro-rafale

Les rafales descendantes sont très dangereuses pour les avions, en particulier lors des décollages et atterrissages. En effet le changement soudain de la force des vents sur de courtes distances change considérablement la portance de l'appareil. Ceci est particulièrement vrai pour les micro-rafales qui se produisent sur de très petites surfaces et ont causé plusieurs écrasements. 
Dans ce genre de situation, l'appareil vole près du sol, à une vitesse proche de celle du décrochage et dans une attitude difficile à changer. Par exemple, lors d’un atterrissage, le pilote ajuste son taux de descente à la vitesse des vents de l'environnement mais soudain la rafale fait face à l'avion qui prend alors de la vitesse et le pilote inexpérimenté va réduire les gaz pour retrouver sa pente de descente. Cependant, dès que l'avion passe de l'autre côté de la micro-rafale, le vent change de direction complètement. L'avion voit soudainement sa portance fortement diminuer et il s'écrase avant qu'une correction  ait pu être effectuée. Le pilote expérimenté va au contraire augmenter sa vitesse lors de l'arrivée dans la rafale pour avoir assez de portance lors du changement de direction du vent.
Nombre d'études de cas d'écrasements ont été faites aux États-Unis d'Amérique, la conclusion fut de déployer autour des aéroports plusieurs radars spécialisés dans la prise à fine échelle des conditions de vent dans la basse atmosphère,  les profileurs de vent, pour repérer la présence de micro-rafales aux alentours de l'aéroport et de doter les avions commerciaux de radars Doppler. Les contrôleurs aériens consultent également les radars météorologiques pour suivre les orages potentiellement violents et un type particulier a même été développé durant les années 1990 aux États-Unis, le radar météorologique d'aéroport, dont la résolution plus fine permet d'identifier les rafales à plus longue portée,. Ceci permet d'empêcher les atterrissages et décollages en zone dangereuse ou de prévenir les pilotes qui ne peuvent les éviter.